# P Sharp
El lenguaje de programación P# (o P Sharp) es un compilador de lenguaje Prolog concurrente que integra elementos del lenguaje C#, creado para desarrollar aplicaciones en la plataforma .NET de Microsoft. P# puede exportar su código a C#.